# Óbudai Árpád Gimnázium
Az Óbudai Árpád Gimnázium középiskola Budapest III. kerületében. Óbuda első középiskolájaként alapították. Több mint száz éves működése során számos nagynevű tanár tanított falai között, diákjai közül neves közéleti személyiségek sora került ki. Jelenleg 6 és 4 osztályos gimnáziumként működik. 1940-ben épült épülete a 20. századi modern építészet figyelemreméltó alkotása, műemlék. Az HVG 2022-es és 2023-as középiskolai ranglistáján is az ország 17. legjobb középiskolája volt.

## Fekvése
Az épület Óbudán, a római katonai amfiteátrum közvetlen szomszédságában helyezkedik el.

## Története
1902 őszén kezdte meg működését Óbuda első középiskolája, a III. kerületi Magyar Királyi Állami Főgimnázium Morvay Győző igazgató vezetésével. Az iskola két éven át a VII. kerületi Főgimnázium fiókintézménye volt, és albérletben lakott a Tímár utca 12. alatti iskola földszintjén. 1905-ben átkerült a Zsigmond térre, egy bérházba, ahol tantermekké alakított lakásokban folyt az oktatás. 1940-ben elkészült a Nagyszombat utcában az új épület az óbudai polgárok téglajegyei segítségével. Üvegfalú rajzterme, egybenyitható, nagy tornatermei révén európai színvonalú volt, nem beszélve a természettudományos kabinetekről, ahol minden asztalt elláttak gázzal, vízzel, villannyal.
Nevét Árpád magyar fejedelem után kapta, hasonlóan a szintén Óbudán található Árpád hídhoz.
Az 1924-ben, az új középiskolai törvény alapján főgimnáziumból reálgimnáziummá, majd az 1934. évi XI. tc. alapján 8 évfolyamos gimnáziummá vált iskola. Az egységes középiskolai rendszerre való fokozatos áttérés az 1942/43. tanévre fejeződött be, ekkorra mind a 8 évfolyam az új, egységes gimnáziumi tanterv szerint tanult. A háborús évek alatt, 1940-ben új tantárgyként megkezdődött az olasz tanítása (az angol helyett 2. idegen nyelvként az erre jelentkezőknek, az 5. osztályban).
1945-től az iskolarendszer átalakításával a 8 osztályos gimnázium fokozatosan 4 osztályos gimnáziummá alakult. 1949-ben betelepítették társbérlőként a Bláthy Ottó Erősáramú Ipari Technikumot. Ugyan a technikum pár év múlva új épületet kapott a Szépvölgyi úton, az így felszabaduló részt nem kaphatta vissza az Árpád, mert ideköltöztették a Kandó Kálmán Főiskola Erősáramú Karát. A főiskola – mivel sokkal jobb anyagi helyzetben volt, mint a gimnázium – folyamatosan terjeszkedett, először az alagsor, majd természettudományos termek kerültek hozzájuk, végül 1965-ben az iskola a nagy tornatermét is elveszítette. Közben az egész épület kezelési joga is a Kandóhoz került, az Árpád albérlővé vált, sőt 1982-ben kitelepítették a gimnázium második évfolyamát a Szőlő utcai dolgozók iskolájába. A Kandó-Árpád társbérlet megszüntetéséért 1984 óta folytak a tárgyalások, amelyek 1995-ben eredményre vezettek, így a Bécsi úton felépülhetett az új Kandó-épület. Az épületet 2005-ben visszakapta az iskola.

## Épülete

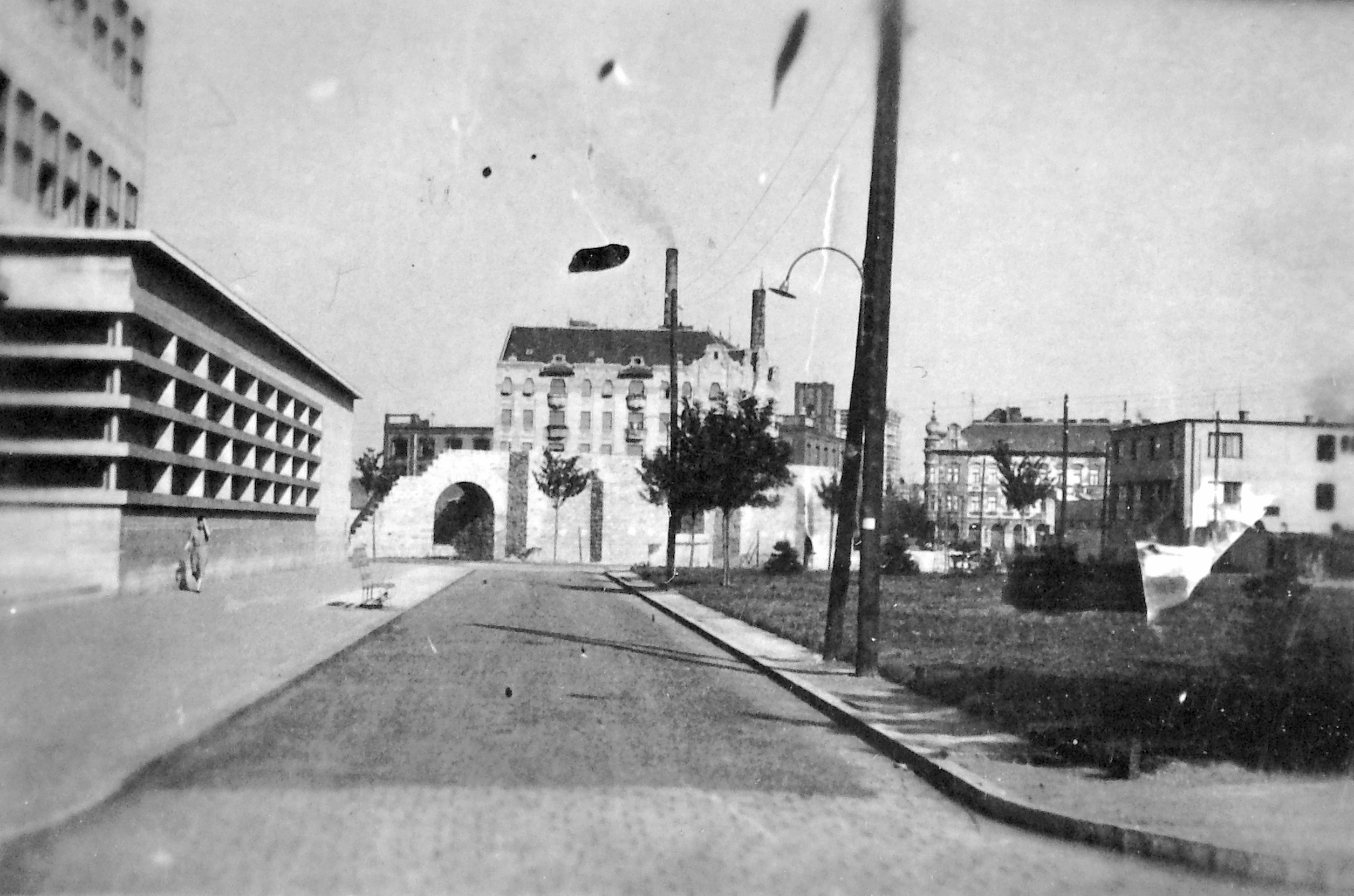
A frissen épült Árpád Gimnázium részlete háttérben a katonavárosi amfiteátrummal 1939-ben

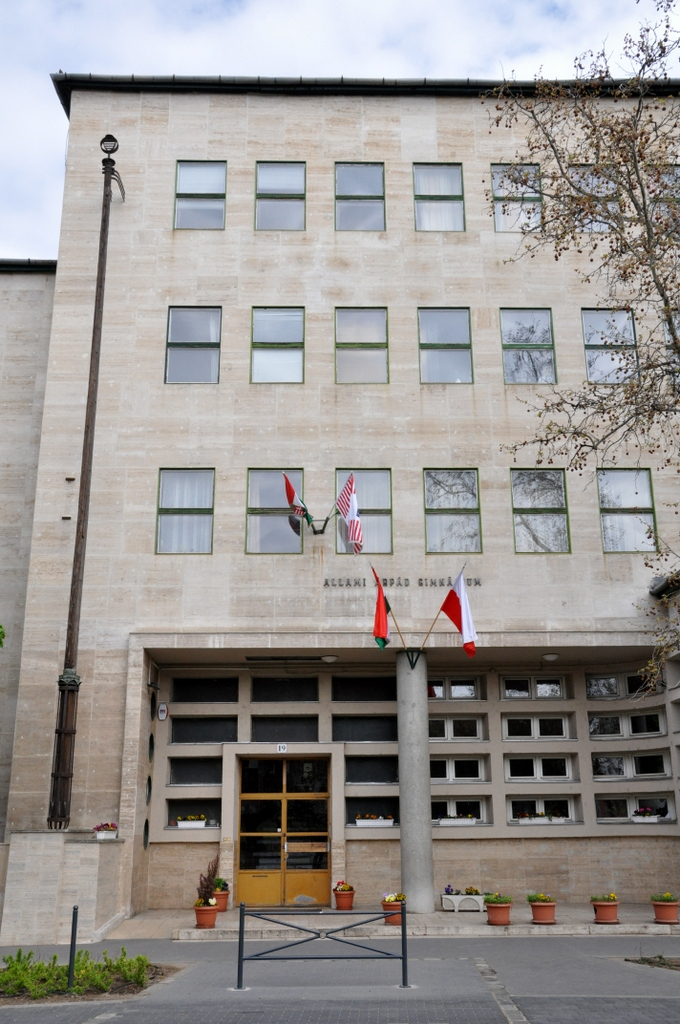
Az Árpád Gimnázium bejárata a 2000-es évek elején

Az Árpád gimnázium 1940-ben átadott épülete a modern magyar építészet jelentős példája, 1976 óta műemlék. Tervezői Hidas Jenő és Papp Imre, főkivitelezője Hesz Lajos. Építészeti stílusát tekintve a két világháború modern építészeti mozgalmainak, elsősorban Le Corbusier és a Bauhaus elveire alapozott, vasbeton pillérvázas rendszerű funkcionalista alkotás. A 3 szintes, U alakú épület 4896 m²-en terül el.
Az építés 1938–40 között zajlott. Az új épület a 2. világháborúban komoly belövéseket kapott.
A telek, amelyen az iskola épülete áll, az 1880-as években még Óbuda Újlak felé eső határán külterületnek számított, az újlaki téglagyáraknak voltak itt téglaszárítói. A főváros 1898-ban sajátította ki és vonta belterületbe a területet. 1913-ban alakították ki a mai utcahálózatot, azonban a telek egészen 1936-ig üresen állt, amikor elhatározták, hogy itt építik fel a gimnázium új épületét. 1937-ben nyilvános tervpályázatot hirdettek, amelyre rekordszámú pályázat érkezett. A 77 tervező által benyújtott 80 munka közül Hóman Bálint vallás- és közoktatásügyi miniszter Hidasi Jenő és Papp Imre tervének megvalósítására adott megbízást. Papp és Hidas 1934 és 1936 között Olaszországban dolgozott, így nem véletlen az olasz racionalista építészeti elemek megjelenése az épületen, amit a Nagyszombat utcai homlokzat, a bejárat, az előcsarnok és a tornaterem horizontális ablakraszterének kialakítási módja is tükröz.
A homlokzatok minden felesleges dísztől mentesek, a sima mészkőburkolatú felületek egyetlen dísze a Nagyszombat és Zápor utcai íves sarkon, az ablaksávok folytatásában elhelyezett hárommezős, 10 méter magas domborművek, ezek Rumi Rajki István szobrászművész alkotásai. A domborművek témái:
- a földszinten: A meghódított népek fejedelmei hódolnak Árpád vezérnek,
- az első emeleten: a Vérszerződés,
- a második emeleten: Emese álma.

Az épület jelenleg önkormányzati tulajdonban van.

## Igazgatói
- Morvay Győző 1902–1926
- Vasadi Balogh György dr.1926
- Gáldy Béla 1927–1942
- Kékesy János 1942–1946
- Udvarhelyi Ágoston 1947–1950
- Vörös István 1950–1952
- Éber Imre 1952–1956
- Fülöp Zoltán 1956–1971
- Tiszavölgyi István 1971–1986
- Száva Gézáné 1986–1996
- Gyimesi Róbert 1996–2006
- Karádi Magdolna 2006–2009
- Gyimesi Róbert 2009–2020
- Kis Róbert 2020–2025

| Neves tanárai |
| --- |

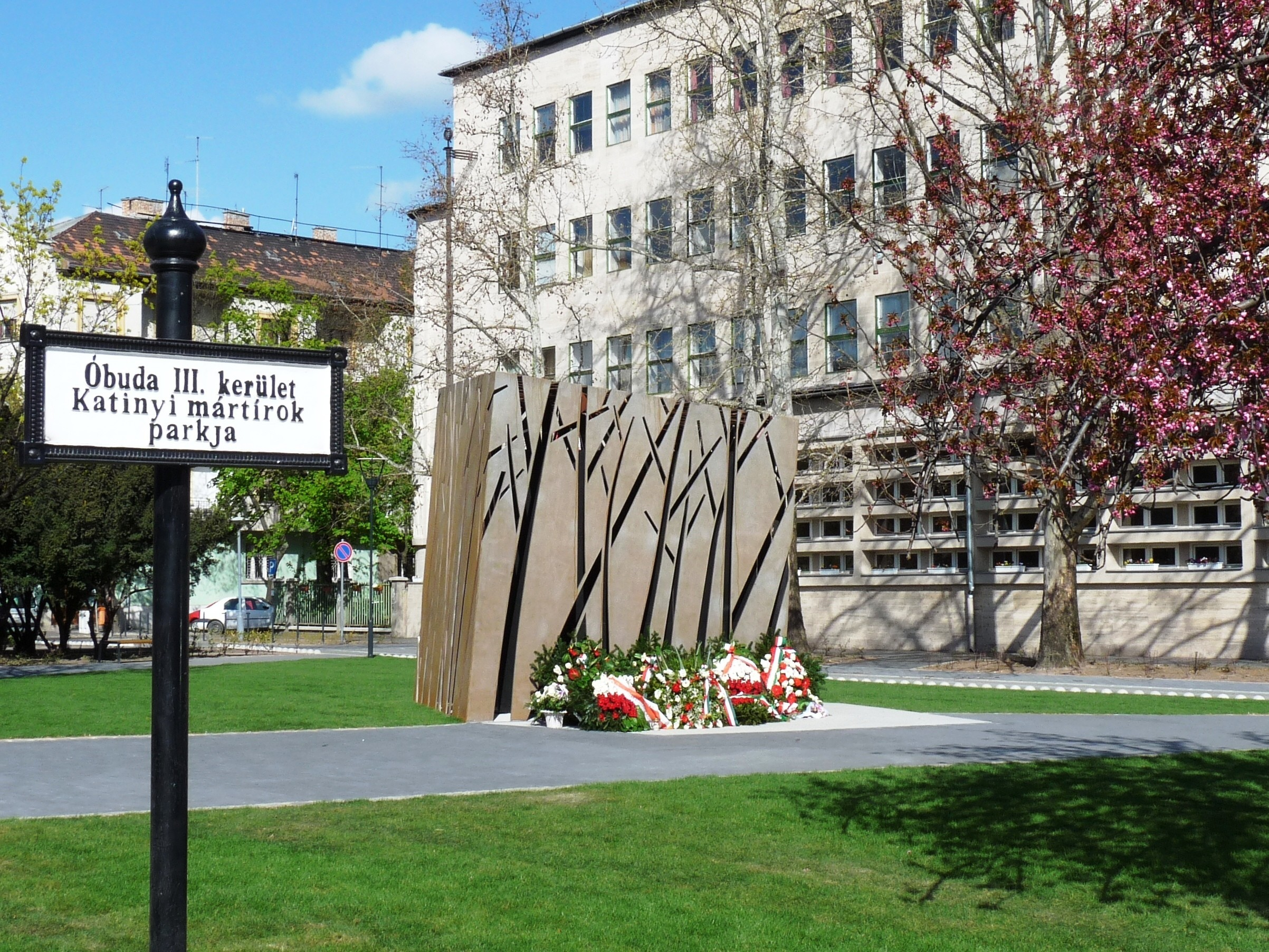
2011-ben felavatott „Katyni mártírok emlékmű” az Árpád Gimnázium előtti téren

| 1902 és 1944 között az iskola tanárai közül 87-en megszerezték a doktori fokozatot és ezzel az Egyetemeken magántanári képesítést szereztek, tehát az Egyetemeken szakterületük szerint taníthattak. Az Árpád Gimnázium 1945 előtt fiú gimnázium volt, a tanárok is férfiak voltak. Doktori fokozatot szereztek: Adler Illés, Ágner Lajos, Ajtai Kálmán, Alszeghy Zsolt, Balázs István, Vasadi Balogh György, Bentsik György, Benoschofszky Imre, Berg Pál, Biró Lajos Pál, Bogyai Attila, Bödey József, Budaméry Béla, Császár Ernő, Csernay József, Csinády István, Edelstein Bertalan, Endrei Gerzson, Esztergomy Ferenc, Fallenbüchl Tivadar, Goldziher Károly, Hofbauer Róbert, Holzträger Frigyes, Honti János, Jelitai József, Kákonyi László Zoltán, Kéky Lajos, Kertész Ármin, Kincses Endre, Kiss Arnold, Kohányi Zoltán, Könözsy Lajos, Körmöczi Lajos, Kunszeri Gyula, Latkóczy Mihály, Lukinich Imre, Marót Károly, Máté Lajos (író), Mátrai Vilmos, Mihálovits Sándor, Módy Mihály, Morvay Győző, Munkácsi Kálmán, Nagy Dénes, Nagy Ferenc, Nagyághy László, Olgyai Bertalan, Pais Dezső, Palágyi Menyhért, Párdányi Emil, Pfisterer Miklós, Pinkert Ede, Polgár György Ödön, Poszvék Lajos, Rausch Géza, Rédei Kornél, Reményi Lajos, Riesz Frigyes, Rimár Jenő, Ruttkay Miklós, Sajó Sándor, Salamon Károly, Schuster K. Alfréd, Senkár-Könözsi Lajos, Siposs István, Szabó Géza, Szemere Samu, Szemkő Aladár, Szidarovszky János, Sziva József, Takács Pál, Tari Imre, Tichy Gyula, Tompa Béla, Tölgyessy Ferenc, Tőrös Béla, Váradi Béla, Vértessy Dezső, Vidor Pál, Wagner Alajos, Willer József, Witkoviczky Károly, Zachár Emil, Zayzon Sándor. 1902 és 1944 között az iskola tanárai közül a Magyar Tudományos Akadémia tagjai voltak: Riesz Frigyes, Kéky Lajos, Lukinich Imre, Marót Károly, Pais Dezső, Szemere Samu, Szidarovszky János, Alszeghy Zsolt, Keményfy János. 1945 és 2022 között 79-en megszerezték a doktori fokozatot, köztük nők is. 1945 előtt csak férfiak tanítottak az Árpád Gimnáziumban. 1945 után a helyzet megváltozott, 1945 végén már nő tanárok is tanítottak, számuk fokozatosan nőtt, 1977-ben a nők aránya a tanári karban már 72%, 2022-ben pedig 74 % volt. 1952-től nem csak fiúk, hanem leányok is járhattak az iskolába. Vegyes koedukált osztályok 1963-ban indulhattak, addig 1952-1963 között a fiúk és a leányok külön folyóson tanulhattak. Doktori fokozatot szereztek: Bányai József, Bánkuti Imre, Barabás Ferenc, Báthori Béla, Benke János, Benke Jánosné, Berczeli István, Berend Mihály, Beresztóczy György, Berg Pál, Bernátné dr. Lajos Ildikó, Besenyei Ádám, Bihari János, Bíró Lajos Pál, Bodhaneczky Imre, Bogyay Attila, Bolla József, Császár Mihály, Dánosné dr. Juhász Gabriella, Demcsákné dr. Ódor Zsuzsanna, Dobosy Tibor, Dominik Gyula, Dömötör Gábor, Fejes Tóth László, Fridli Sándor, Fridliné dr. Lajos Ildikó, Gajtkó István, Gyimessy János, Hajdu Mihály, Hepp Ferenc, Illyés Antal, Kemény Csaba, Kériné Dr. Sós Júlia, Kézér Ildikó, Kincses Endre, Kiss Ernő, Koris Kálmán, Könözsy Lajos, Kőváriné dr. Fülöp Katalin, Litván György, Majoros János, Maksay László, Mezei István, Miketáné dr. Fenyvesi Györgyi, Nádori László, Nagy Sándor, Nánay Mihály, Pap Illés, Peller József, Per Lajos, Persányi Miklós, Polcsán Mihály, Poszvék Lajos, Rácz Elemér, Radics Jenőné, Radó János, Raisz Aladár, Reményi Lajos, Rieger Imre, Rigó István, Schuszter Ferenc, Seres Dániel, Steinbach Péter, Szabó Edit, Szabolcsi Miklós, Szántó Jenő, Száraz Péter, Száva Géza, Szendi Emma, Szentgyörgyi László, Szétsi Sándor, Szombatfalvy György, Tolnai István, Tóth Gábor, Tóth Pál László, Tüdős Éva, Vajda István, Vajthó László, Vankó Péter, Vanyek Béla, Vészi János, Vörös István. 1945-2022 között az iskola tanárai közül a Magyar Tudományos Akadémia tagjai voltak: Fejes Tóth László, Szabolcsi Miklós. 2022-ben PhD fokozattal rendelkezett az iskola 9 tanára: dr. Besenyei Ádám, dr. Kézér Ildikó, Kőváriné dr. Fülöp Katalin, dr. Nánay Mihály, dr. Seres Dániel, dr. Steinbach Péter, dr. Szendi Emma, dr. Tüdős Éva és dr. Vajda István. Bölcsészettudományi szaktekintélyek - Adler Illés zsidó hittudós, rabbi - Ágner Lajos orientalista, nyelvész, irodalomtörténész, műfordító - Bánkuti Imre történész, a Rákóczi-szabadságharc neves kutatója, az MTA Történettudományi Bizottság tagja - Benoschofsky Imre országos vezető főrabbi. - Berkes Emil filozófus, kutató szakíró - Bíró Lajos Pál szótárszerkesztő, színháztörténeti szakíró, lapszerkesztő - Edelstein Bertalan magyar–zsidó hittudós - Fallenbüchl Tivadar matematika - fizika és francia szakos nyelvtanár - Gombár Vince latin-ógörög szakos tanár, a Magyar Tudományos Akadémia Ókortudományi Társaságának tagja. - Jelitai József Jelitai (Woyciechowsky) József, matematikatörténész, csillagászattörténész, gimnáziumi tanár, egyetemi magántanár. - Kéky Lajos irodalom- és színháztörténész, esztéta, a MTA levelező (1924), majd rendes (1941) tagja - Kiss Jenő latin-magyar szakos tanár - Könözsy Lajos hittantanár, 1948-ban az ÁVO a Mindszenty-per előkészítéséül a prímás elleni vallomást akart kicsikarni tőle, de megtagadta, a kínzásokba belehalt. - Kunszery Gyula dr. (néhol Kunszeri, szül. Kunczer) tanár, író, politikus - Latkóczy Mihály középiskolai tanár, lexikonszerkesztő - Litván György Akadémiai és Deák Ferenc-díjas történész, 1963–1971 között tanított a gimnáziumban, miután a börtönből kiszabadult - Lukinich Imre történetíró, egyetemi tanár, az Országos Levéltár és az Országos Széchényi Könyvtár igazgatója, az MTA tagja - Marót Károly Kossuth-díjas egyetemi tanár, az MTA tagja - Máté Lajos (író) író, igazgató - Mezei István matematikus, matematika tanár - Pais Dezső Kossuth-díjas nyelvész, az MTA tagja - Persányi Miklós környezetvédelmi miniszter (2003-2007), állatkerti főigazgató (2007-2020), biológus - Sajó Sándor - Schuster Alfréd nyelvész, tankönyvíró - Sós Júlia művészet történész, szociológus, író - Szabolcsi Miklós irodalomtörténész, az MTA tagja, egyetemi tanár - Szemere Samu filozófus, író, az MTA tagja - Szidarovszky János egyetemi tanár, az MTA tagja - Szluha Vilmos középiskolai tanár, művészettörténész - Szövényi Lux Géza művészettörténész - Tiszavölgyi István magyar-történelem szakos tanár, igazgató - Tóth Pál László nyelvész - Várdai Béla író, esztéta, a Szent István Akadémia tagja - Vasadi Balogh György író, országgyűlési képviselő - Vészi János filmrendező - Willer József szakfordító, szótárszerkesztő Képzőművészek - Barkász Lajos - Gergely Nóra - Kássa Gábor - Maksay László - Mátrai Vilmos - Sárközy Elemér Irodalmi munkásság - Ackermann Kálmán író, lapszerkesztő - Ajtai Kálmán író - Alszeghy Zsolt irodalomtörténész, a Magyar Tudományos Akadémia tagja - Berend Mihály író, tankönyvíró - Bíró Lajos Pál szótárszerkesztő, színháztörténeti szakíró, lapszerkesztő - Császár Ernő középiskolai tanár, irodalomtörténész - Czifrik Balázs tanár, költő - Edelstein Bertalan magyar–zsidó hittudós - Eörsi István író, dramaturg - Fallenbüchl Tivadar matematika - fizika és francia szakos nyelvtanár, iskolaigazgató - Goldziher Károly író, műegyetemi tanár - Kéky Lajos irodalom- és színháztörténész, esztéta, az MTA és a Kisfaludy Társaság tagja - Keményfy (Hartmann) János irodalomtörténész, kritikus, az MTA tagja - Kunszery Gyula tanár, író, politikus - Lukinich Imre magyar történész, egyetemi tanár, a Magyar Tudományos Akadémia tagja - Marót Károly klasszika-filológus, egyetemi tanár, a Magyar Tudományos Akadémia tagja - Máté Lajos író - Morvay Győző irodalomtörténész - Pais Dezső magyar nyelvész, a Magyar Tudományos Akadémia tagja. - Palágyi Menyhért író, főigazgató - Radics Jenőné Magyar Köztársaság Arany Érdemkeresztjével kitüntetett irodalomtörténész - Sajó Sándor költő, a Kisfaludy Társaság és a Magyar Tudományos Akadémia tagja - Schuster Alfréd nyelvész, tankönyvíró - Szemere Samu filozófiai író, esztéta, a Magyar Tudományos Akadémia tagja - Szentkuthy Miklós (Pfisterer) Kossuth-díjas író, műfordító - Szidarovszky János magyar nyelvész, az MTA tagja. - Tirts Tamás, magyar középiskolai tanár, politikus - Vajthó László irodalomtörténész - Várdai Béla gimnáziumi tanár, irodalomtörténész - Vasadi Balogh György író, nemzetgyűlési képviselő - Vértessy Dezső író - Vészi János Újságíró, író, művelődéskutató Sportszakemberek - Báthori Béla atlétikai szövetségi kapitány, tanszékvezető egyetemi docens - Ignácz Mihály atlétikai szövetségi kapitány - Kmetykó János a magyar tornaügy átszervezője, szakíró, főiskolai tanár Természettudományos munkásság - Besnyőné Titter Beáta, matematikatanár, Ericsson és Graphisoft díjas, az Amfi Kupa matematikaverseny főszervezője - Fejes Tóth László Kossuth-díjas matematikus, az MTA tagja, az MTA Matematikai Kutató Intézetének igazgatója - Frank Ferenc meteorológus, szakíró - Goldziher Károly magyar matematikus, egyetemi tanár; a matematikai tudományok doktora (1952). - Jelitai József matematikatörténetikutató, szakíró - Karádi Károly biológia szakos tanár - Mikusi Imre matematikatanár, az Árpád Gimnázium speciális matematika tagozatának elindítója - Peller József matematika tanár, egyetemi docens, tanszékvezető - Riesz Frigyes matematikus, egyetemi tanár, az MTA tagja - Sümegh László pedagógus, kémia–fizika szakos tanár, gimnáziumi igazgató, író - Számadó László matematikatanár, tankönyvíró - Udvarhelyi Ágoston igazgató, igazgatóhelyettes, földrajz, történelem szakos tanár, cserkészvezető - Vanyek Béla kémiai tudományos kutató, szakkönyvíró Zeneművészek - Cser Gusztáv zeneszerző, karmester - Hajdu Mihály zeneszerző, egyetemi tanár - Kimnach Ödön zeneszerző - Kunszeri Gyula zeneszerző, szövegíró, író - Radics Éva egyetemi tanár, karnagy, a zenetudományok doktora - Serfőző Anikó az Illés zenekar énekese |

| Az iskola tanárai 1902–1944 |
| --- |
| Az intézet 1902 szeptemberében nyílt meg a III. kerületi lakosság kérésére, Wlassics Gyula dr. vallás és közoktatási miniszter, Boncz Ödön miniszteri tanácsos, Ruttkai Erődi-Harrach Béla dr. tankerületi királyi főigazgató és Wagner Alajos dr. tankerületi királyi főigazgató közreműködésével kezdte meg működését. Az iskola tanárainál az adott tanévben kinevezett tanárok nevét és oktatási szakterületét közöljük 1902–1944 között. Az iskola tanárai között sokan több nyelven beszéltek, külföldi tanulmányutakon továbbképzésekben vettek részt, jelentős irodalmi munkásságot folytattak, tankönyveket írtak, verseik, tanulmányaik jelentek meg, szaklapokat, lexikonokat szerkesztettek. 1902–1944 között 33 tanár szerezte meg a doktori fokozatot és ezzel az Egyetemeken magántanári képesítést szereztek, tehát az Egyetemeken szakterületük szerint taníthattak. Az évkönyvek közölték a tanulmányi versenyek eredményeit, a tanulók erkölcsi, tanulmányi helyzetét, a tanulók névjegyzékét és az érdemjegyeket, a tanulmányi kirándulások helyszíneit, az orvosi egészségi állapotot, az iskolaorvosok jelentései alapján, a szülői értekezletek tapasztalatait, az adományozók nevét és az adományok összegét, a tanulók által elnyert ösztöndíjakat, a sport- és tanulmányi versenyek eredményeit stb. Forrás: III. kerületi magyar királyi állami Árpád főgimnázium, Budapest évkönyvei 1904–1961 - 1902/1903. tanév. Ez próbaév volt, 34 jelentkezett tanulóval. Dr. Wagner Alajos igazgató, dr. Morvay Győző latin–német, Kecskóczi Ödön, Marót Gyula testnevelés, Császár Ernő, és Beck Károly óradíjas tanárok, Sagmüller József, dr. Adler Éliás, Martin Gyula és Kontra Aladár hitoktatók vezetése mellett megindult a tanítás. - 1903/1904. tanév. A tanulók száma elérte a 126-ot. Az intézethez Császár Ernő és Beck Károly kiválásával, Sajó Sándor magyar és latin, jászberényi és Palágyi Menyhért számtan, ceglédi rendes, Lehr András óradíjas, Walter Vilmos és Szemkő Aladár polgári iskolai tanárokat nevezte ki a tanügyi kormány. - 1904/1905. tanév. Csernay József ének, Fallenbüchl Tivadar francia, Schuster Alfréd, latin, magyar, földrajz, Mátrai Vilmos rajz, dr. Balázs István természetrajz, Szidarovszky János magyar–latin. - Miután az intézet önállósítása folytán a vallás és közoktatási minisztérium dr. Wagner Alajos V. ker. állami főgimnnáziumi igazgatóját az intézet vezetésétől fölmentette, helyébe dr. Morvay Győző tanárt, aki eddig a vezetésben segítségére volt rendelve, kezdetben ideiglenes igazgatóvá, majd Ő császári és apostoli királyi Felségének 1905. febr. 28-án kelt legfelsőbb elhatározása folytán ugyanőt középiskolai igazgatóvá kinevezte, aki tiszti esküjét 1905. március 12-én letette. A képzés 1905. február 15-én, az Altsock Gyula által bérbe adott lakóházban kezdődött és 1940-ig ez volt az óbudai Árpád Gimnázium épülete. Budapest III., Zsigmond u. 114. - 1905/1906. tanév. Goldziher Károly dr. számtan, Kéki Lajos dr. magyar, latin, földrajz, szépírás, a tanári könyvtár őre, Kmetykó János testnevelés, Makoldy Viktor számtan, Várdai Béla dr., magyar, latin, német, szépírás, Vass Árpád magyar, latin, földrajz és szépírás. - 1906/1907. tanév. Kerékgyártó Árpád, Szabó István magyar és latin, Szalkay Alfonz magyar, latin, földrajz, szépírás, Vértessy Dezső dr. latin, magyar, földrajz, szépírás. - 1907/1908. tanév. Ágner Lajos dr. magyar, latin és földrajz, Munkácsi Kálmán dr. földrajz, történelem. - 1908/1909. tanév. Máté Lajos magyar, latin, görög, szépírás dr., Pinkert Ede dr. földrajz, kémia, természetrajz, Riesz Frigyes számtan, mértan, Schuszter Alfréd, német. - 1909/1910. tanév. Barthos Indár, történelem, Jaeger Imre, számtan, természettan, rajzoló geometria, Olgyai Bertalan dr., magyar, latin, görög. - 1910/1911. tanév. Tompa Béla dr., német, német irodalom története, Neumer József (?–1914) torna. - 1911/1912. tanév. Frank Ferenc, számtan, természettan, rajzoló geometria, a természettani szertár őre. Simon S. Miklós, történelem, magyar, görög és latin nyelv, Telbisz György, kémia, számtan, rajzoló geometria, természetrajz. - 1912/1913. tanév. Alszeghy Zsolt dr. magyar, német. - 1913/1914. tanév. Endrei Gerzson dr., magyar, latin, görög, Huber Árpád, ének, Marks Lipót, történelem, földrajz, Rausch Géza, dr., történelem, Busák Béla latin. - 1914/1915. tanév. Tichy Gyula dr. római katolikus hittanár. - 1915/1916. tanév. Altenburger János zenetanár, Petricsko Miklós történelem. - 1916/1917. tanév. Ember István, görög–földrajz, Lukinich Imre dr., történelem, földrajz, Sós Sándor, matematika, természettan, Albrich János, testnevelés. - 1917/1918. tanév. Csallóközi Jenő, latin–magyar. - 1918/1920. tanév. Vasadi Balogh György dr., történelem, földrajz, Csömöri István, rajz, számtan, mértan, Florek Ferenc, földrajz, Keményfy (Hartmann) János magyar, német, Horváth L. László, magyar, latin, Karádi Győző magyar, német, Kimnach Ödön, magyar, német, földrajz, Magyar Kálmán, matematika, fizika, Pais Dezső, magyar, Pálla Jenő rajz, geometria, Pázmán József, görög, latin, Rédei Kornél dr. magyar, latin, Szemere Samu, magyar, latin, német, filozófia, Zachár Emil, magyar, latin, Zayzon Sándor dr. földrajz, magyar, történelem, filozófia, közgazdaságtan. - 1921/1922. tanév. Barkász Lajos, rajz, Fáj Árpád, matematika, fizika, Handlos Gyula, latin, görög, irodalom, Nagy Károly, természetrajz, földrajz, gyorsírás, Szabó Zoltán, testnevelés. - 1922/1923. tanév. A vallás- és közoktatási minisztérium az igazgató és a tanári testület régi óhajának eleget téve, 11.514/921. V. sz. rendelettel megengedte, hogy az intézet címébe a honalapító „Árpád“ nevét vehesse fel. Antal János dr., ének, Handlosz Gyula, latin, görög - 1923/1924. tanév. Schuszter Róbert, magyar–latin, Witkoviczky Károly, ének. - 1924/1925. tanév. Karpinecz Heremiás, testnevelés, Schultz Ernő, matematika, Incze Lajos, latin, magyar, görög. - 1925/1926. tanév. Rácz Jenő, természetrajz, vegytan. - 1926/1927. tanév. Benkő József, magyar, német, Nagy Dénes dr., latin–görög. - 1927/1928. tanév. Tőrös Béla dr., magyar, latin. - 1928/1929. tanév. Bentsik György dr., ének. - 1930/1931. tanév. Willer József, angol, német, Weisz József, testnevelés, Juhász József, testnevelés, Polgár Andor, latin, angol, Novák Kálmán, matematika. - 1931/1932. tanév. Takács Andor, testnevelés, Konda László, magyar, német, Polgár Gy. Ödön dr., magyar, latin, német, gyorsírás, Szepessy István, magyar, latin. - 1932/1933. tanév. Bátky Zsigmond testnevelés. - 1934/1935. tanév. Budaméry Béla dr. mennyiségtan, természettan, Biró Lajos Pál dr., magyar, angol, földrajz. - 1935/1936. tanév. Baitz Károly, természettan, mennyiségtan, Szerető Géza, magyar, német. - 1936/1937. tanév. Jancsó József, történelem, földrajz, Gazdag Lajos, magyar, latin, Nagy Ferenc, ének. - 1937/1938. tanév. A székesfőváros közönsége 1936. június 24-én 314.811/1936. III. számú közgyűlési határozatával a III. kerület Nagyszombatutca—Zápor utca—Viador utca és Szőlő utcáktól határolt telektömbből kb. 1804 négyszögöl (6400 m²) kiterjedésű s mintegy 200 000 P. értékű telket adományozott új épületünk céljaira. - Id. Nagy Ferenc, latin, történelem, földrajz, dr., Illyés Antal egészségtan, iskolaorvos, Somosi Ferenc fizika, Karádi Károly, földrajz, természetrajz, Nádas János, magyar, angol, Bódy Endre, művészeti és mértani rajz, inámi Bolgár Ferenc, természetrajz, vegytan. - 1938/1939. tanév. Az iskola új épületére meghirdetett pályázat, amelynek határideje 1937. szeptember 11. volt, eredményes volt, ennek alapján a kiviteli megbízást Hidasi Lajos és Papp Imre műépítészek közös terve volt a nyertes pályamű. Hesz Lajos fővállalkozó 1937. szeptember 19-én megkezdte a földmunkálatokat. - Abaffy Károly, magyar, angol, Illyés Antal dr. egészségtantanár és iskolaorvos, Hepp Ferenc testnevelés - 1939/1940. tanév. Az iskola új épületét átadták. Nagyszombat u. 19. - Vitéz Árvay Ede, magyar, latin, Buday Gyula, testnevelés, vívás, Kunszeri Gyula dr., magyar, német, Masznyik Zoltán, történelem, földrajz, Pfisterer Miklós dr. angol, francia. - 1940/1941. tanév. Losonczy Lajos, matematika, fizika, Traeger József, földrajz, természetrajz, vitéz Szigetváry Károly, magyar, latin, Horváth János, magyar, latin, német, Hofbauer Róbert dr., történelem, földrajz, Hajdú Mihály, zene. - 1941/1942. tanév. Bödey József dr., latin, görög, Jelitai József dr., matematika, fizika, Kássa Gábor, rajz, szépírás, Major Andor, latin, történelem, Strada Ferenc, latin, történelem, Reményi Lajos, történelem, földrajz. - 1942/1943. tanév. Az Árpád Gimnázium eddigi tankerületi királyi főigazgatói: 1919-ig Erődi-Harrach Béla dr., 1919-től 1939-ig Pintér Jenő dr,, 1939. október óta vitéz Fraknóy József. Az intézet hősi halott tanárai: Kiss Ernő (1914), Láng Gyula (1915), Lehr András (1916). Nagy Sándor dr. (1915). - 1943/1944. tanév. Tölgyesy Ferenc dr., természetrajz, földrajz, Ignátz Mihály, testnevelés |

| Az iskola tanárai 1945–1977 |
| --- |
| Forrás: Tiszavölgyi István szerkesztette: az „Árpád Gimnázium története. Fennállásának 75. évfordulójára” 1945-1967 Dr. Aujeszky Lászlóné, Dr. Barabás Ferenc, Dr. Bánkuti Imre, Dr. Bányai József, kandidátus, Dr. Bátori Béla, Dr. Beresztóczy György, Berkes Emil, Biczó Károly, Dr. Bihari János, Bolemányi Károly, Dr. Bolla József, Bognár Endre, Bulyovszky Gyula, Cseke Istvánné, Czeczey Zoltán, Derzsy Géza, Dr. Dominik Gyula, Dr. Dömötör Gábor, Eörsi István; irodalomtörténész, író, Facsar Sándor, Facsar Sándorné, Dr. Fejes Tóth László, Gajtkó István, Gombár Vince, Gombár Vincéné, ifj. Gombos Sándor, Dr. Majoros János, Marjanek József, Mészáros Béláné, Orbók Aladár, Pádár Klára, Pajkossy Mária, Dr. Peller József, Dr. Per Lajos, Dr. Perczel Sándor, Dr. Radics Jenőné, Dr. Radó János, Dr. Rácz Elemér, Dr. Révész Mártonné, Salca János, Somogyi István, Dr. Soós Júlia, Dr. Szabolcsi Miklós; irodalom történész, akadémikus, egyetemi tanár, Szabó Ferenc, Szentes Lajos, Szíj Zoltán, Szőnyi László, Szövényi Lux Géza; művészettörténész, Szluha Vilmos, Tarczal Béla, Takács Valéria. Gróf Imre, Hardy Zsigmond, Iglói Mihály, Kalocsai Rózsa, Károly Zoltán, Kecskeméti Sándorné, Kenyeres János, Kiss Istvánné, Kiss Jenő, Kocsis József, Dr. Kóris Kálmán, Kováts Gyula, Krajcsovits Márton, Lukács Magda, Dr. Nádori László; kandidátus, Dr. Tóth Pál László; nyelvész, Dr. Tolnai István, Trebics Jolán, Theissler Frigyes, Ugaros Lászlóné, Dr. Vanyek Béla, Vészi János, Virányi József, Wajand Ágnes, Dr. Woinarovich Elekné 1968-1977 Adler Ágnes, Bertha Irma, Boros Ferenc, Cséke Csaba, Csobaji Csabáné, Csutorás Csaba, Mihalovics Mária, Mikusi Imre, Mikusi Imréné, Németi János, Otta Endréné, Óvári Miklósné, Dr. Farkas Jánosné, Felhősi Istvánné, Fonyódi Jenőné, Fonyódi Jenő, Frank Éva, Hajdú Gyula, Hera Gábor, Kelemen Endréné, Kígyós Erzsébet, Kozma Péter, Langó Jánosné, Litván György, Maár Tihamérné, Páldi János, Persányi Miklós, Sárközy Elemér; festőművész, Dr. Száva Géza, Dr. Száva Gézáné, Szegedi István, Tálasi Istvánné, Tóth Ibolya, Újlaky Tibor, Vágó Mária, Vaikó Pálné, Dr. Világi Gyuláné, Vincze Andrásné. |

| Ismert diákjai |
| --- |
| Építészek - Apáthy Árpád az ország közúti főhidásza. - Borvendég Béla, Ybl-díjas és Kossuth-díjas - Foerk Ernő, az Országház belsőépítésze, a szegedi Fogadalmi templom tervezője - Hollay György, Ybl-díjas - Olgyay testvérek: Olgyay Viktor és Olgyay Aladár, ikrek voltak és építészek - Peschka Alfréd, Ybl-díjas - Pintér Béla, kétszeres Ybl-díjas, a budapesti Hilton tervezője Írók - Alexander Brody amerikai-magyar üzletember, író, reklámszakember - Előd László, író - Gelléri Andor Endre, író - Kardos István, író - Kéri Piroska magyar szerkesztő, kiadó, irodalom- és művelődésszervező - Kiss Károly, költő, műfordító, publicista - Kiss Péter Imre, kritikus - Kőháti Zsolt, filmtörténész, kritikus, műfordító - Merényi (Lengyel) Péter, József Attila-díjas és Kossuth-díjas író, dramaturg, műfordító - Módos Péter, író, szerkesztő - Pete György, író, lapszerkesztő - Sárospataky István, író, pszichiáter - Tellér Gyula, szociológus, műfordító, országgyűlési képviselő - Varannai Aurél, író, újságíró, műfordító - Végh Alpár Sándor tárcaíró, publicista - Vészi János Újságíró, író, művelődéskutató, tanár. Képzőművészek - Burger Barna, fotóművész - Márkus Károly, szobrász - Mészáros Mihály, Munkácsy-, Dante- és bécsi Ludwig-díjas szobrász - Sárközy Pál, reklámügynök, festő, az Ötödik Francia Köztársaság 23. elnökének édesapja - Segesdi György, Munkácsy-díjas szobrász, Érdemes és Kiváló Művész - Szabados Árpád, Munkácsy-díjas festőművész, Érdemes Művész - Szervátiusz István, szobrász - Vígh Tamás, Munkácsy-, Kossuth-díjas szobrász, érdemes és kiváló művész Politikusok - Garamvölgyi Károly, oktatásiminiszter-helyettes - Manninger Jenő, a KHVM politikai államtitkára - Pálffy György, Honvédelmi miniszter-helyettes - Siklós Csaba, közlekedési miniszter - Tarlós István, a III. kerület polgármestere, majd Budapest főpolgármestere - Várkonyi Péter, külügyminiszter Sportolók - Fábián László, olimpiai bajnok kajakozó - Fábiánné Rozsnyói Katalin, Prima Primissima díjas olimpiai ezüstérmes kajakozó, a magyar női kajaksport világhírű szakvezetője - Gyarmati Dezső, háromszoros olimpiai bajnok vízipólózó; országgyűlési képviselő - Hefty Frigyes, az Osztrák–Magyar Légjáró Csapatok ászpilótája - Kánásy Gyula, Európa-bajnok vízipólózó - Kehrling Béla, világbajnok asztaliteniszező - Konrád Ferenc, olimpiai bajnok vízipólózó - Konrád János, olimpiai bajnok vízipólózó - Markovits Kálmán, kétszeres olimpiai bajnok vízipólózó - Menczer Gusztáv, atléta, medikus - Sasics Szvetiszláv, világbajnok öttusázó - Szabó Bence, kétszeres olimpiai bajnok kardvívó; MOB főtitkár - Tarics Sándor, olimpiai bajnok vízipólózó - Török Ferenc, kétszeres olimpiai bajnok öttusázó; országgyűlési képviselő Színház- és filmművészeti szakemberek - Bélai István, (rajz)filmrendező, forgatókönyvíró, hangmérnök - Erdélyi Dániel, filmrendező - Fischer Gábor, filmrendező - Götz Béla, rendező, díszlettervező - Korompai Márton, rendező - Lengyel Anna, dramaturg - Marton Endre, kétszeres Kossuth-díjas rendező - Radványi Zoltán, rendező - Szőnyi G. Sándor, rendező, kétszeres Érdemes Művész - Wiedermann Károly, rendező Színművészek - Bánffy György, Kossuth-díjas színész - Cserháti Katalin, színésznő - Götz Anna, színésznő - Grill Lola, szavalóművész - Jakab Balázs, színész - Juhász György, színész - Kisgyörgy Enikő, bábművész - Ifj. Kőmíves Sándor, Jászai-díjas - Mádi Szabó Gábor, Kossuth-díjas - Mészáros Károly, - Mihály Mariann, - Oravecz Edit, - Reviczky Gábor, Jászai-díjas és Ajtay Andor-díjas - Sinkovits Imre, a Nemzet színésze, Kossuth-díjas - Sinkó László, Kossuth-díjas - Vecsei Miklós Tudósok - Alföldi András, archeológus, ókortörténész, numizmatikus - Bognár Géza, kétszeres Kossuth-díjas mérnök - G. Tóth László, magyar hidrobiológus, limnológus, ökológus, a Magyar Tudományos Akadémia (MTA) doktora. - Hirt Géza, az Országos Állategészségügyi Intézet igazgatója - Jancsetz Antal, az MNB igazgatója - Kardos Tibor, Kossuth-díjas irodalomtörténész, filológus, műfordító, a Magyar Tudományos Akadémia rendes tagja. - Kecskés Pál, római katolikus pap, filozófiai és teológiai doktor, egyetemi tanár, a 20. század első felének jelentős magyar filozófiatörténésze. - Krekó Béla, közgazdász, makro- és pénzügyi modellező - Mödlinger Gusztáv, magyar biológus, egyetemi tanár* Nagy Lajos az aquincumi ásatás vezetője, a Fővárosi Régészeti Intézet alapítója - Peschka Vilmos, jogász, az MTA tagja - Pintér Endre, sebész professzor, Budapest III. kerületének díszpolgára - Pusztai Árpád, Stuttgart-békedíjas biokémikus, az Edinburgh-i Királyi Akadémia választott tagja - Simonyi Károly, Kossuth-díjas atomfizikus - Sipos Béla, közgazdász, egyetemi tanár Rektorhelyettes 1997-2007 a Pécsi Tudományegyetemen, a Magyar Tudományos Akadémia (MTA) doktora - Szakál Pál, Kossuth-díjas vegyészmérnök - Szécsy Károly, Kossuth-díjas mérnök, az MTA tagja - Tichy Géza, fizikus, egyetemi tanár az Eötvös Loránd Tudományegyetemen, a Magyar Tudományos Akadémia (MTA) Doktora - Vargyas Lajos, Széchenyi-díjas népzenekutató, az MTA tagja - Vertse Albert, a Madártani Intézet igazgatója - Vitéz András, az Idegenforgalmi Hivatal igazgatója Újságírók, rádiós, televíziós személyiségek - Ágoston István, a Magyar Rádió munkatársa - Bognár Mónika, a Magyar Rádió munkatársa - Bruckner Gábor, újságíró - Del Medico Imre, közíró - K. Halász Gyula, a Magyar Rádió rendezője - Kalmár György, az MTV műsorvezető-riportere, Rózsa F.-díjas újságíró - Kassai B. (Bulla) Károly, az MTV főmunkatársa, műsorvezető-szerkesztő - Kádasi Csaba, az MTV riportere - Kiskalmár Éva, az MTV bemondója - Meixner Mihály, a Magyar Rádió zenei osztályvezetője - Papp Endre, az MTV Belpolitikai Főszerkesztősége vezető szerkesztője - Peterdi Pál, író, újságíró, kritikus, televíziós műsorvezető - Szádvári Gabriella, az MTV bemondója - Szám Katalin, újságíró, a Képmás családmagazinnál - Szarvas László, a TV2 műsorvezetője - ifj. Vészi János, az MTV műsorvezetője Zeneművészek - Bontovics Kati, énekesnő - Csoóri Sándor, Liszt Ferenc-díjas zenész - Földes Andor, zongoraművész - Fridl Frigyes, az Operaház karmestere - Fülöp Attila, operaénekes, a Francia Akadémia nagydíjasa - Fülöp Zsuzsa, operaénekes - Horváth Ágota, operaénekes - Horváth Eszter, operaénekes - L. Kecskés András, lantművész - Kertesi Ingrid, Liszt Ferenc-díjas operaénekes - Komor Vilmos, Kossuth-díjas karnagy - Koncz Tamás, az Operaház karmestere - Kovács Felícia, jazzénekesnő - Körmendi Vilmos, zeneszerző - Radics Éva, Pro Cultura Hungarica díjas karnagy, a zenetudományok doktora - Rajk (Kerek) Judit, énekművész, a Liszt Ferenc Zeneművészeti Egyetem tanára Judit Rajk contralto. [2016. június 30-i dátummal az eredetiből archiválva]. (Hozzáférés: 2012. március 10.) - Stark Tibor, zeneszerző, dzsesszzenész - Szerényi Béla, népzenész, tekerőlant-művész |

## Az Árpád Gimnázium alapítványai és a díjazottak
- A volt tanárokról és tanulókról elnevezett díjak. Forrás:[5]
- Dr. Lengyel Imre-díj
- Dr. Csizmás Lajos-díj
- Fülöp Zoltán díj
- Udvarhelyi Ágoston Kalokagathya díja
- Krajcsovits Márton díj
- Karádi Károly díj
- Gombár Vince-díj
- Bajza-Könözsy díj
- Dr. Farkas György-díj

## Album

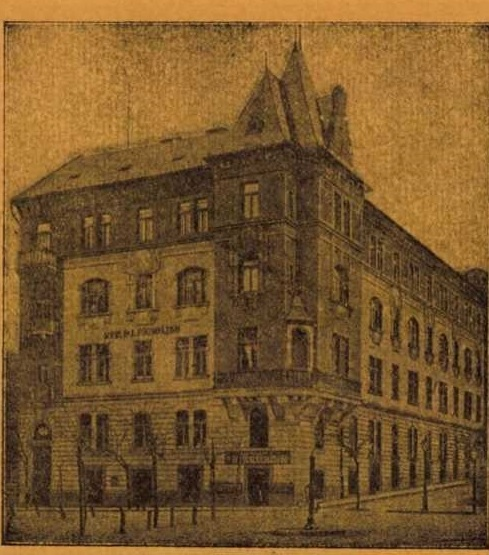
Az Árpád Gimnázium épülete, III., Zsigmond u. 114. sz. 1905–1940 között ebben a bérházban tantermekké alakított lakásokban folyt az oktatás
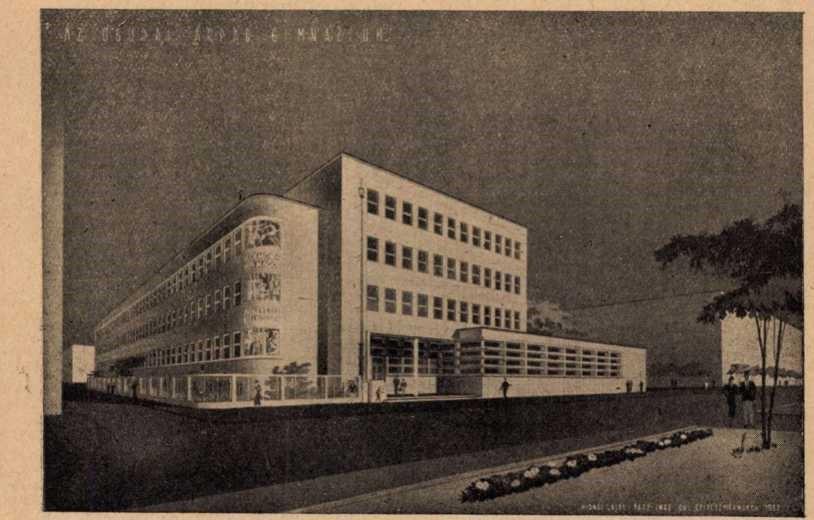
Az Árpád Gimnázium épülete 1940-től. Budapest, Nagyszombat u. 19.
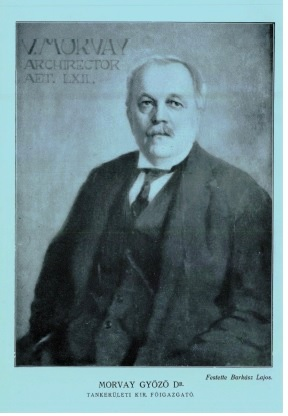
Morvay Győző, tankerületi főigazgató, az Árpád Gimnázium első igazgatója (1902–1926). Festette: Bakász Lajos
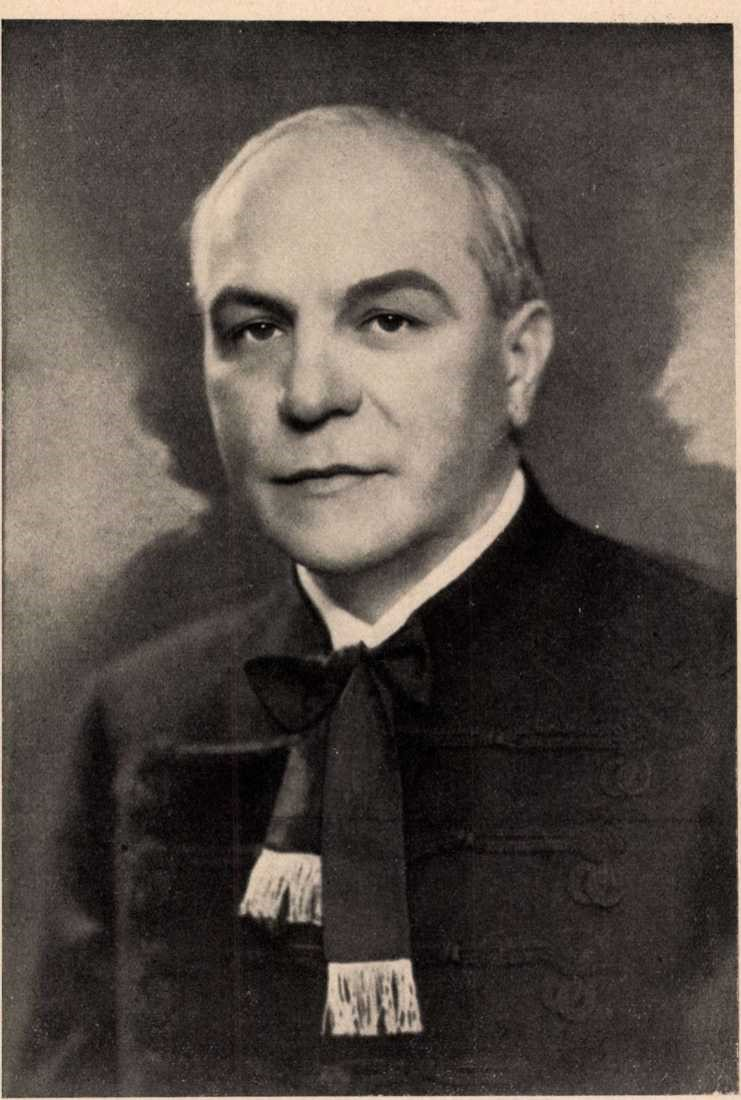
Gáldy Béla, az Árpád Gimnázium igazgatója (1927–1942)
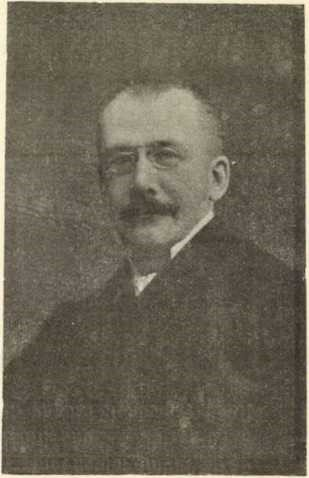
Latkóczy Mihály (1857–1906), Szépirodalmi író, irodalomtörténész, fordító, verselő, klasszika-filológus és történetíró. 1905–06-ban az Árpád Gimnázium tanára.
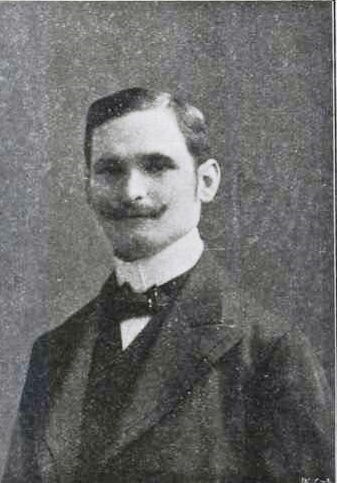
Pinkert Ede (1883–1911) természetrajz szakos tanár 1908–1911 között
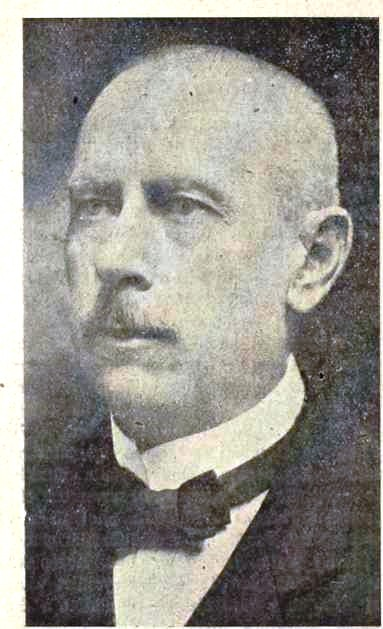
Csallóközi Jenő (1869–1921) magyar–latin szakos tanár. 1917–1921 között tanított a gimnáziumban
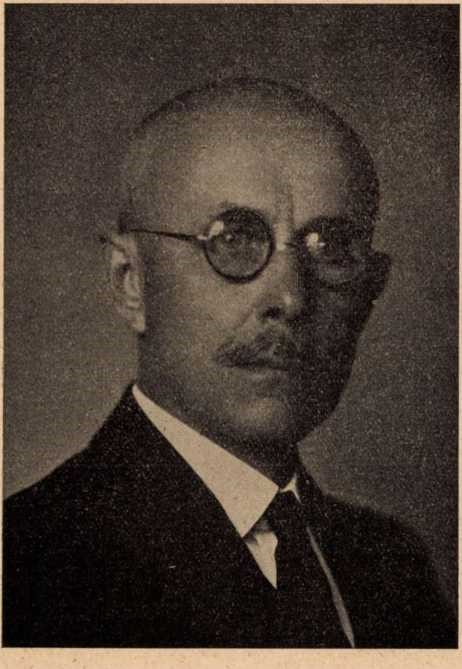
Karádi Győző. Magyar–német szakos tanár 1920–1929 között
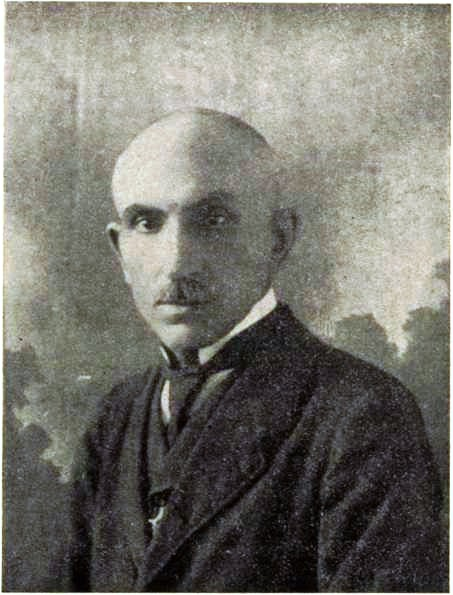
Dr. Máté Lajos. A gimnázium magyar–latin szakos tanára 1909-1930 között
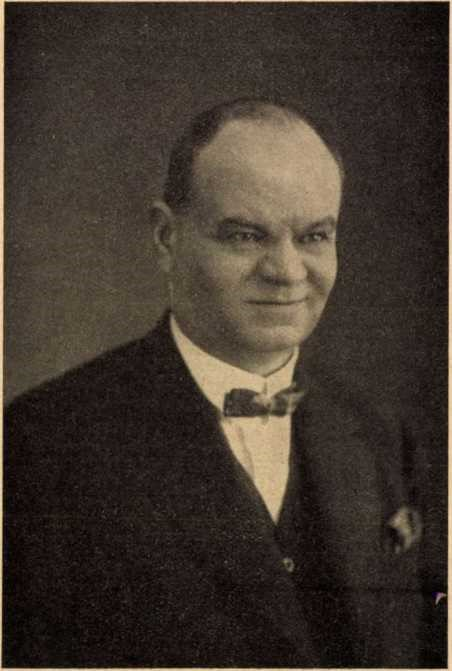
Dr. Olgyai Bertalan. Magyar–latin–angol szakos tanár 1909–1931 között
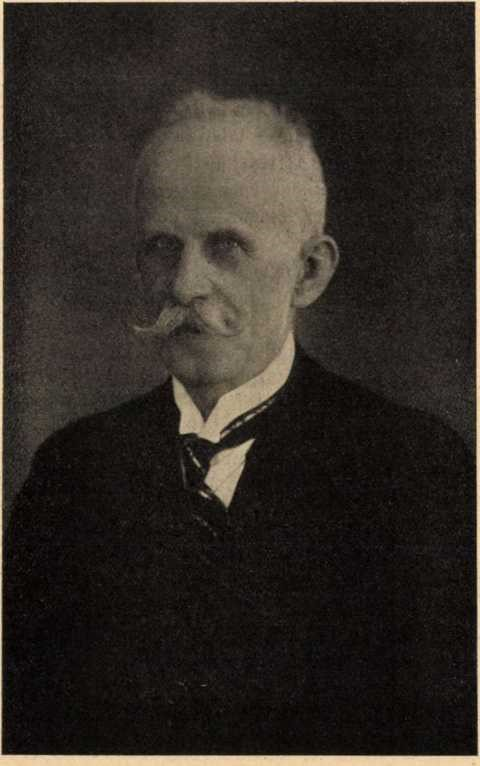
Handlos Gyula (1894–1932) latin–görög szakos tanár 1921–1932 között
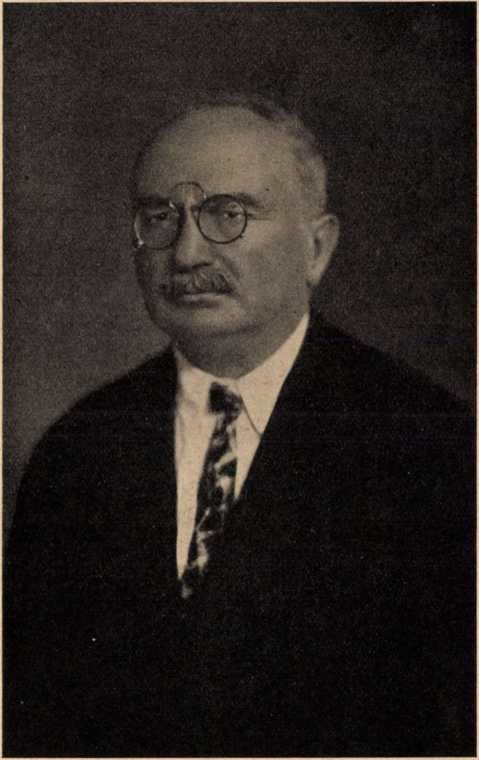
Vass Árpád. A gimnázium irodalom szakos tanára 1906–1932 között. Lelkészként is működött.
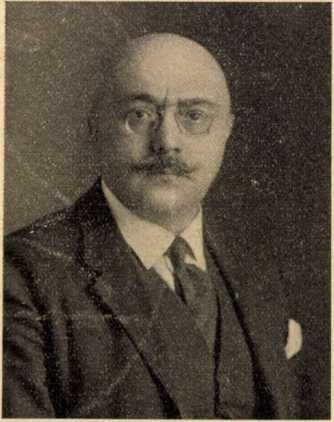
Schultz Ernő. 1923–1933 között a gimnázium matematika szakos tanára.
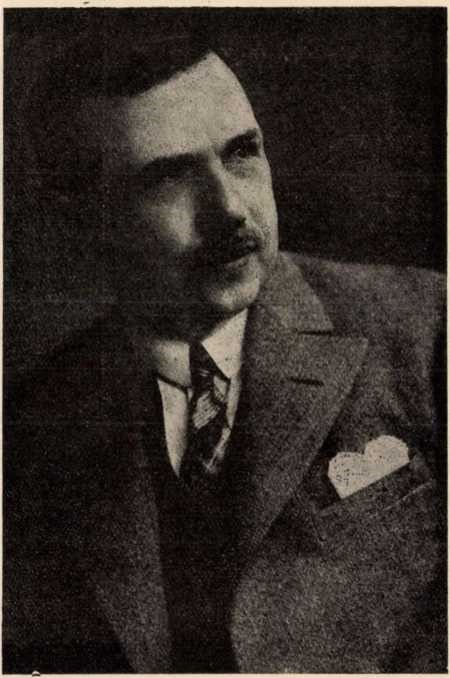
Frank Ferenc (1874–1935). 1911-től haláláig a gimnázium matematika–fizika szakos tanára.
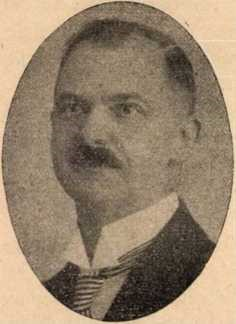
Polgár Gy. Ödön (1883–1937). 1932–1936 között magyar–latin szakos tanár és gyorsírást is tanított.
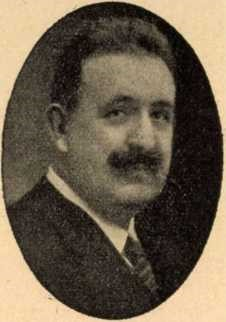
Danczer Béla. Görög–latin szakos tanár 1929-től 1936-ig
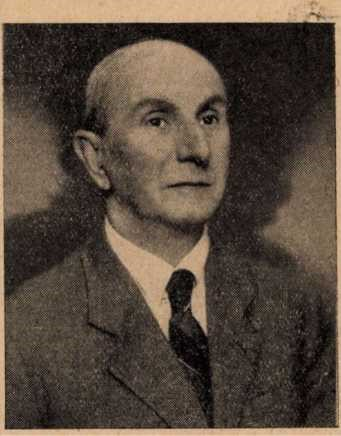
Vasadi Balogh György. Történelem–földrajz szakos tanár 1919–1942 között. 1926-ban a gimnázium igazgatója.
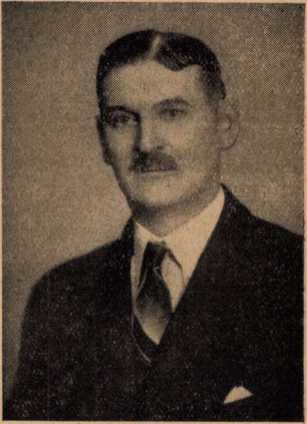
Jancsó József (1890–1942). A gimnázium magyar–történelem szakos tanára 1936–1941 között.
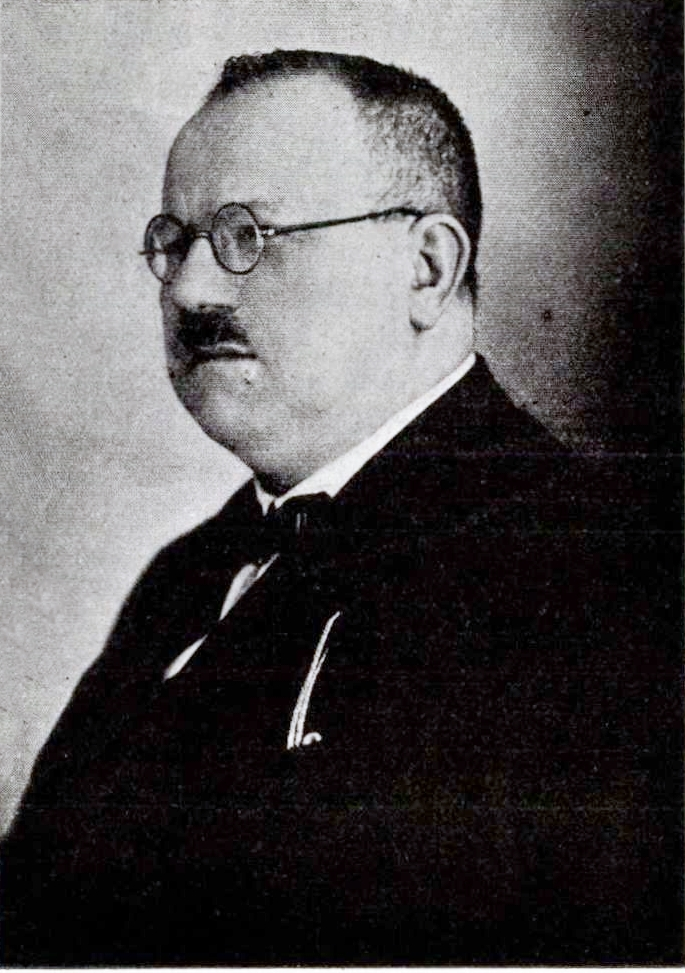
Ágner Lajos (1878–1949), írói álnevein: Dolyáni Gyula, Kárpássy Alajos, Nippon Dzsin, Rimóczy Elek, magyar irodalomtörténész, orientalista, pedagógiai író. 1907–1938 között magyar, latin, görög és földrajz szakos tanár az Árpád Gimnáziumban
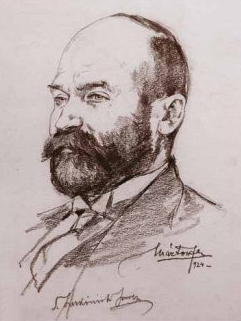
Lukinich Imre (1880–1950) történész
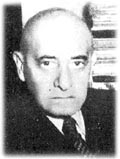
Marót Károly (1885–1963) klasszika-filológus
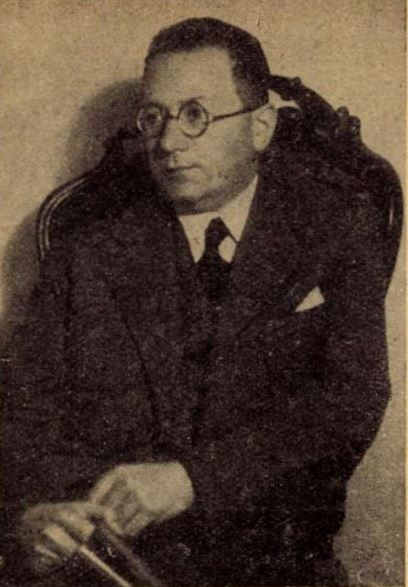
Szemere Samu (1881–1978) filozófiai író, esztéta. Az Árpád Gimnáziumban 1906–1920 között tanított
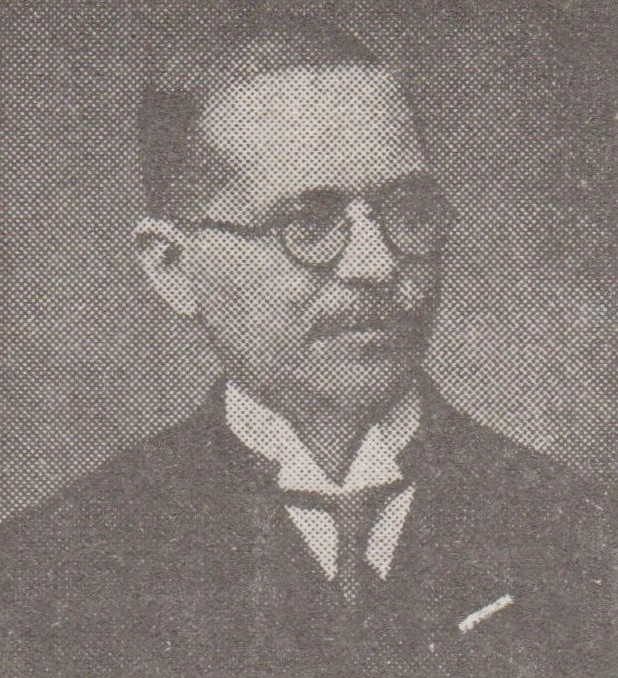
Várdai Béla (1879–1953) 1905–1913 között gimnáziumi tanár az Árpád Gimnáziumban, irodalomtörténész
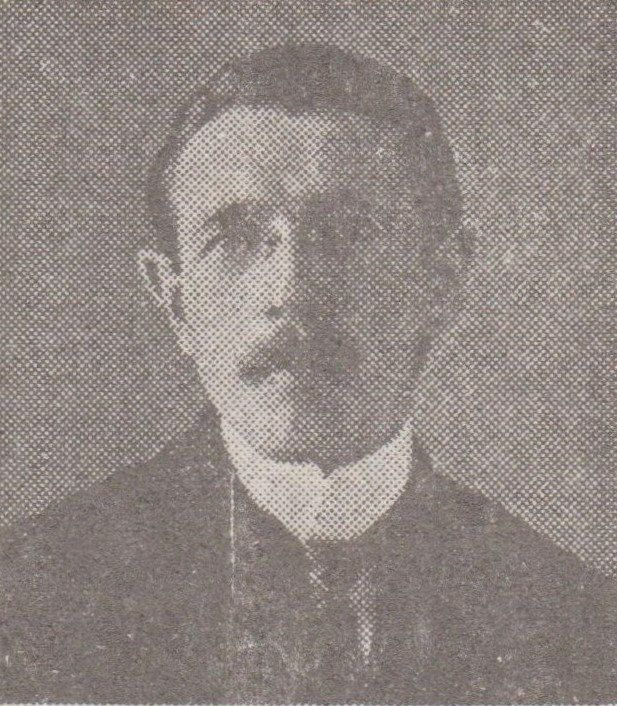
Alszeghy Zsolt (1888–1970), 1909–1919 között gimnáziumi tanár az Árpád Gimnáziumban, irodalomtörténész
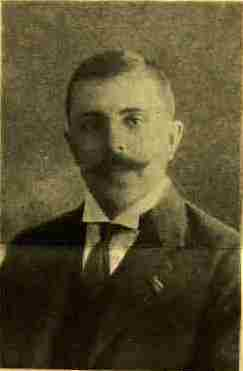
Kéky Lajos (1879–1946) 1905–1906 között magyar–latin szakos tanár az Árpád Gimnáziumban
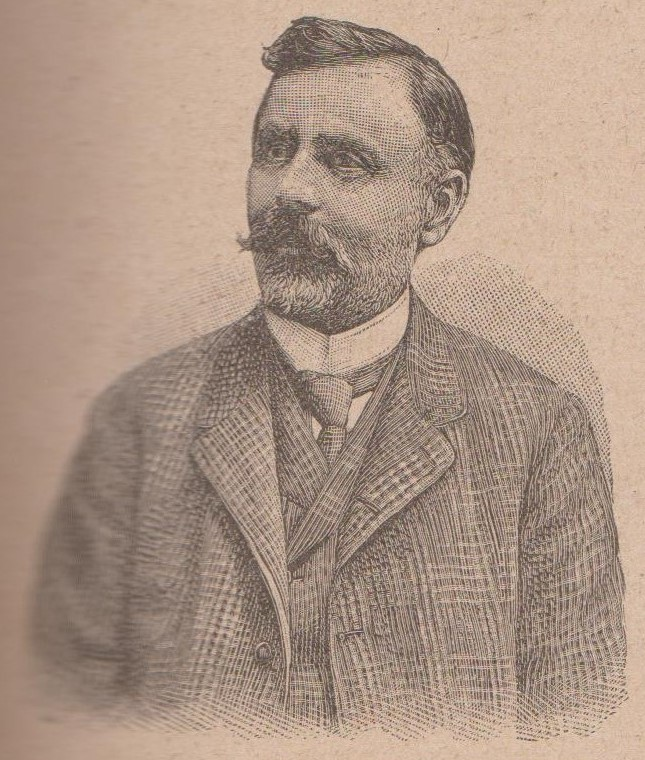
Palágyi Menyhért (1859–1924) fizikus, 1903-tól számtant tanított az Árpád Gimnáziumban
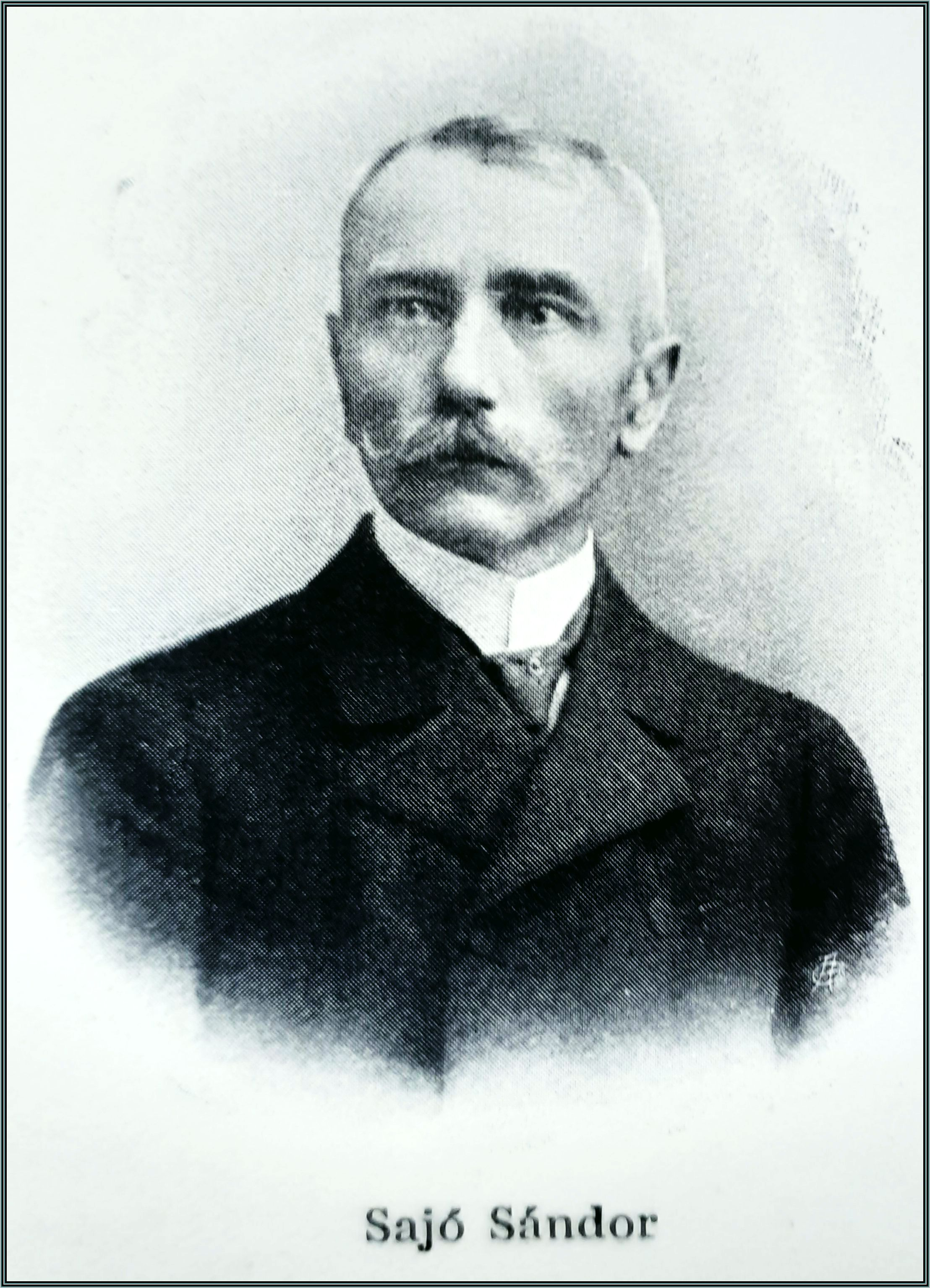
Sajó Sándor (1868–1933) magyar és latin szakos tanár 1903-tól 1916-ig tanított az Árpád Gimnáziumban
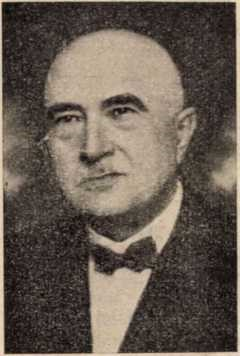
Szepessy István, magyar–latin szakos tanár 1931–1941 között az Árpád Gimnáziumban
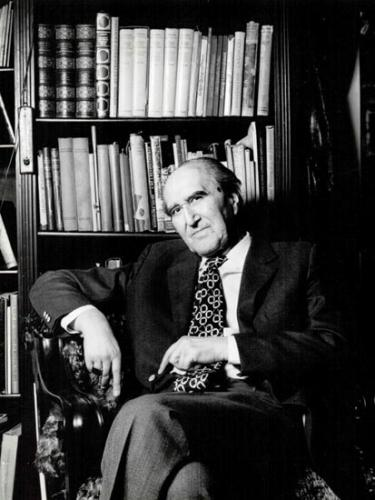
Szentkuthy Miklós (1908–1988) angol–francia szakos tanár 1948–1957 között az Árpád Gimnáziumban
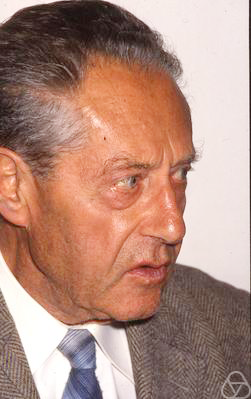
Fejes Tóth László (1915–2005) matematika tanár 1944–1948 között az Árpád Gimnáziumban
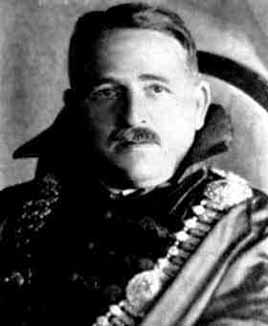
Riesz Frigyes (1880–1956) matematika tanár 1902–1920 között az Árpád Gimnáziumban
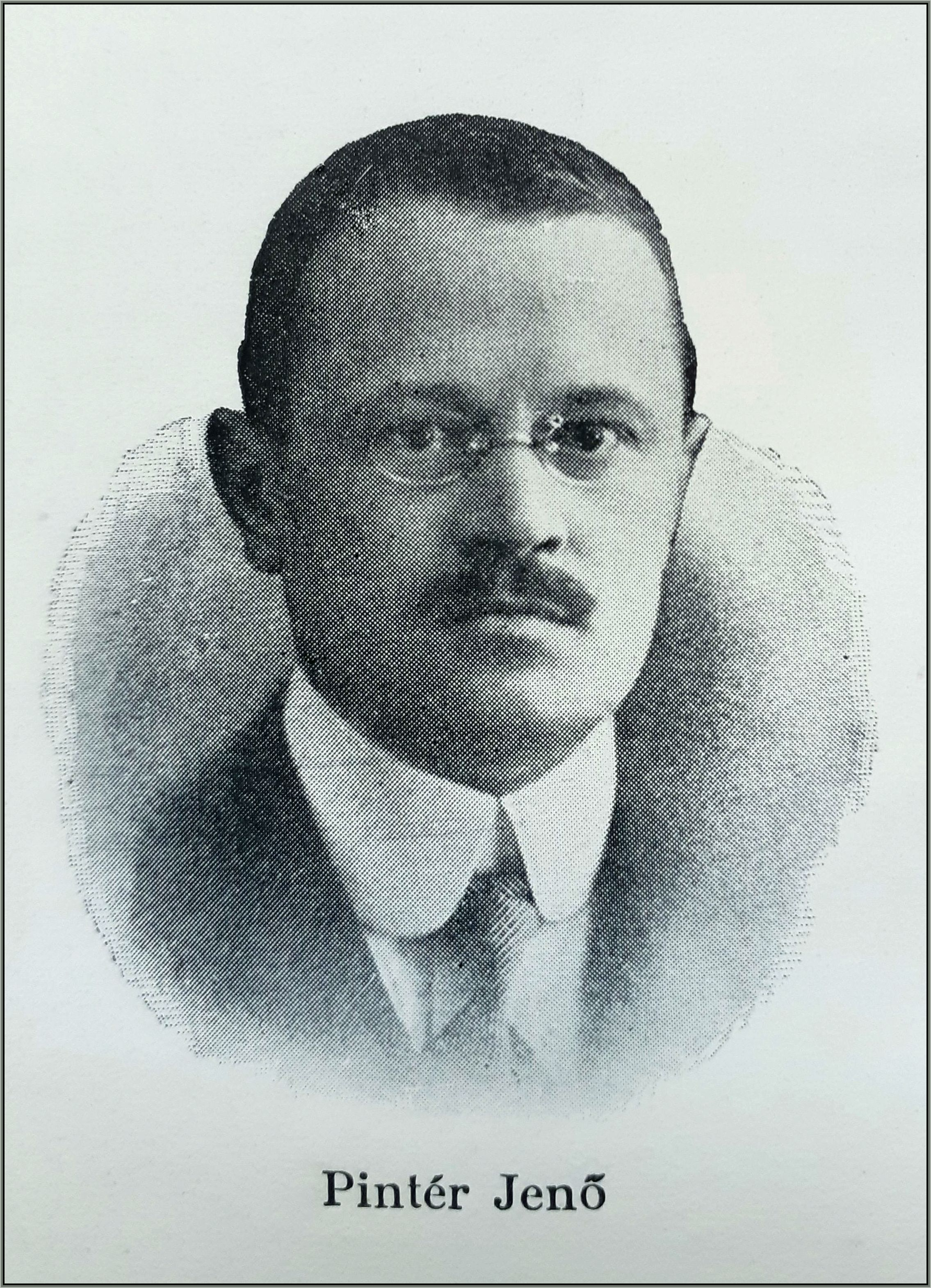
Pintér Jenő. 1919–1939 az Árpád Gimnázium tankerületi királyi főigazgatója
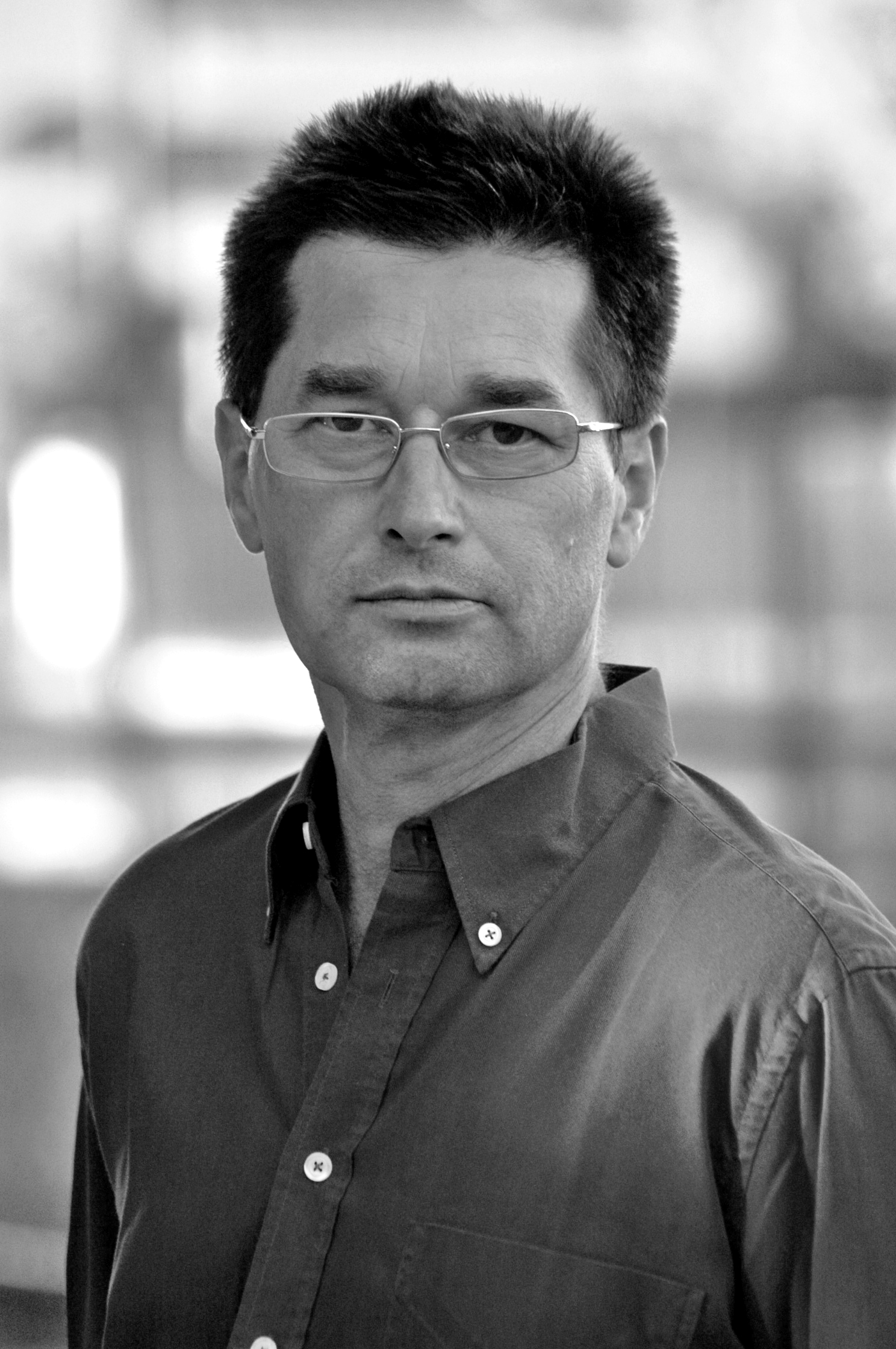
Számadó László (1961–). 2002 óta matematikát tanít az Árpád Gimnáziumban
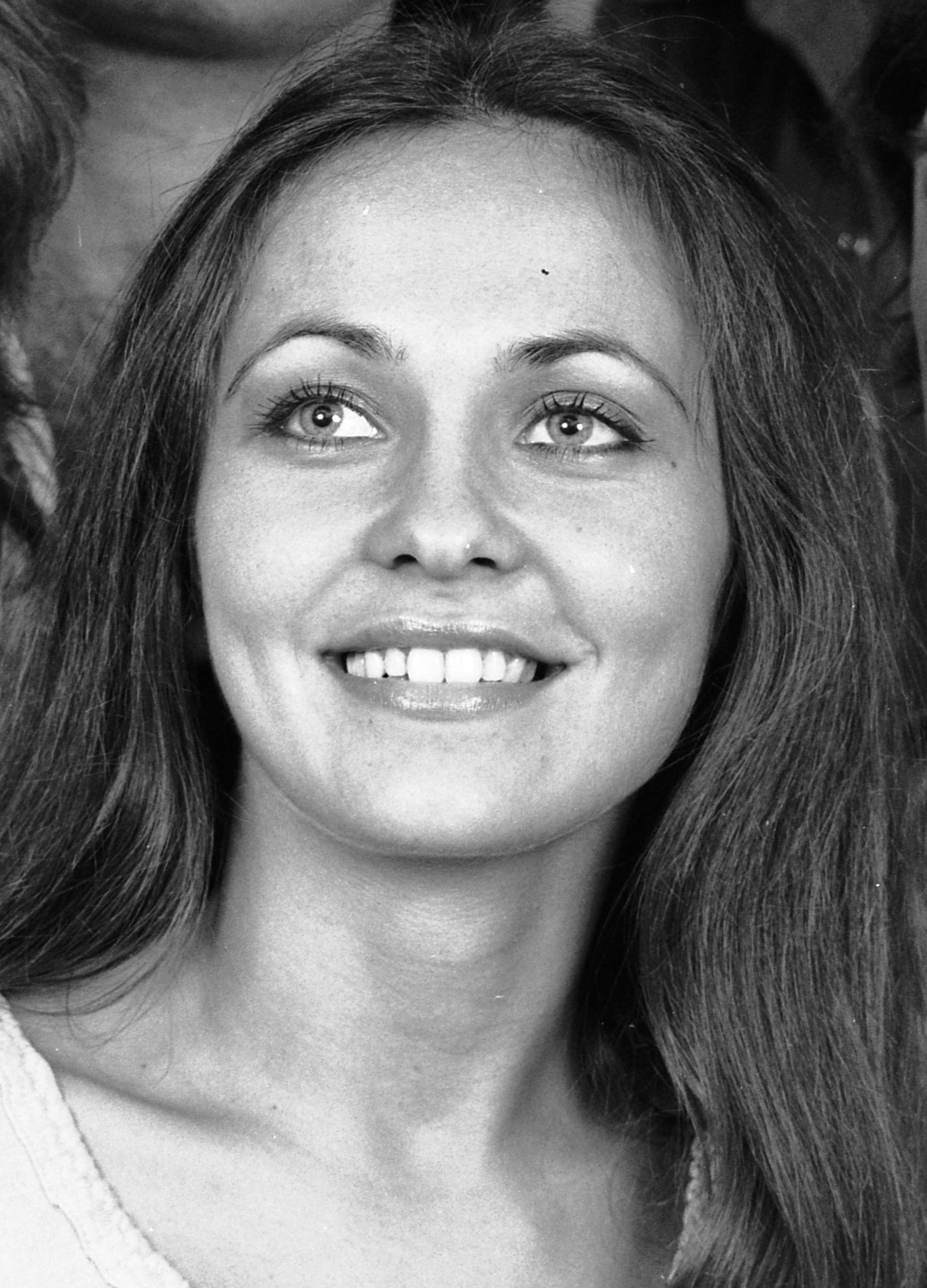
Serfőző Anikó (1955–). Németet tanított 1990–2015 között.
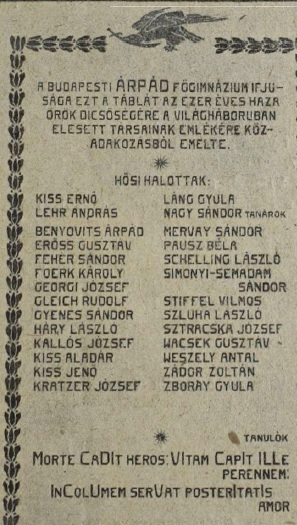
Az Árpád Gimnázium. Emléktábla. Hősi halottak. 1921. Kiss Ernő, Lehr András, Benyovits Árpád, Erőss Gusztáv, Fehér Sándor, Foerk Károly, Georgi József, Gleich Rudolf, Gyenes Sándor, Háry László, Kallós József, Kiss Jenő, Kratzer József, Láng Gyula, Nagy Sándor, Mervay Sándor, Pausz Béla, Schelling László, Simonyi-Semadam Sándor, Stiffel Vilmos, Szluha László, Sztracska József, Wacsek Gusztáv, Weszely Antal, Zádor Zoltán, Zboray Gyula
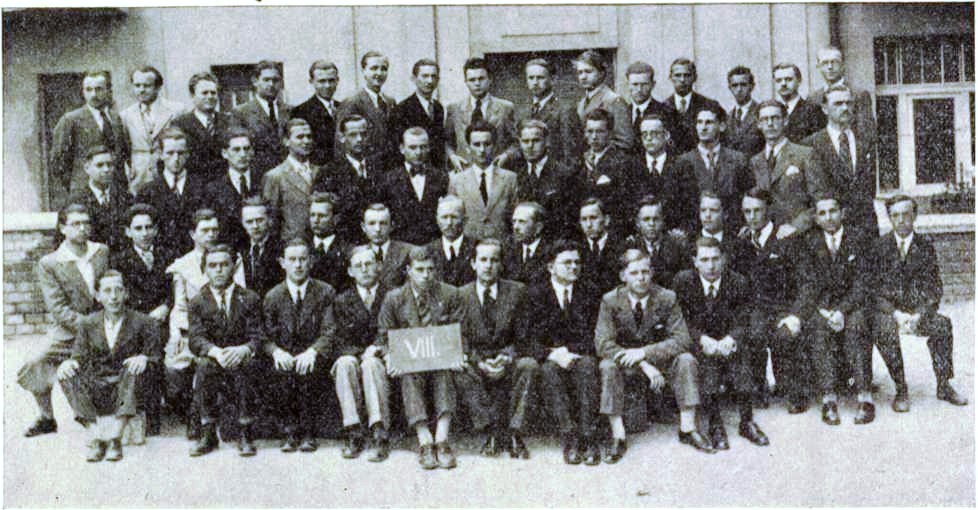
Az Árpád Gimnázium végzett növendékei. VIII. osztály. 1934. Osztályfőnök vitéz Benkő József. A 2-ik sorban a 7-ik, a 8-ik Frank Ferenc tanár
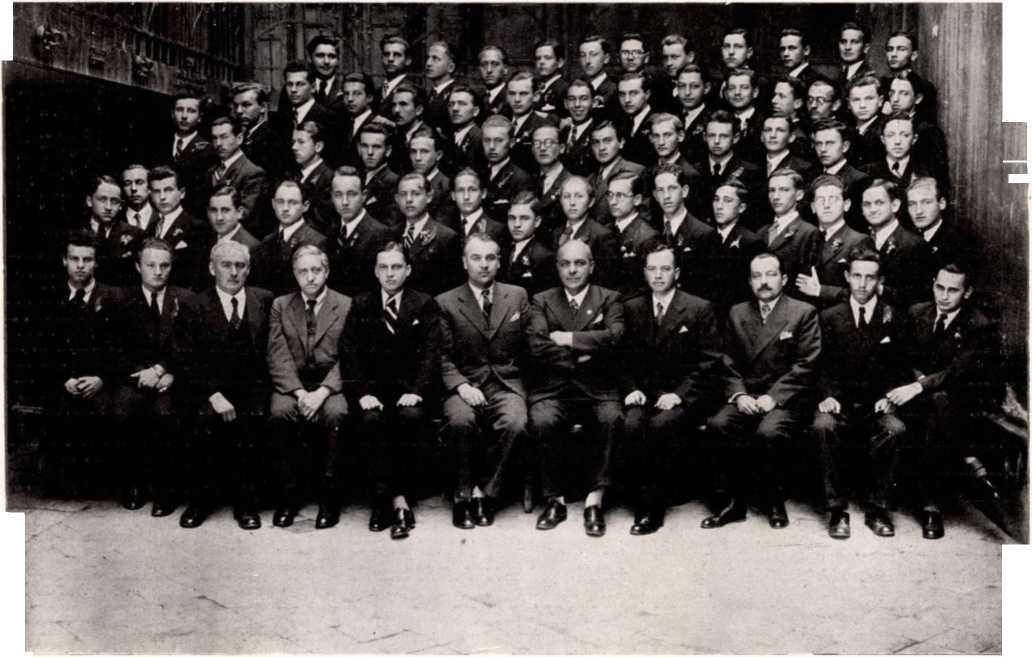
Az Árpád Gimnázium végzett növendékei. VIII. osztály. 1937. Ülő sorban a 3-iktól a tanárok: Bede István, dr. Zayzon Sándor, dr. Nagy Ferenc, dr. Biró Lajos Pál, Gáldy Béla igazgató, dr. Budaméry Béla, 9-ik Szerető Géza tanárok

## Videók
- Kiss Jenő irodalom-latin szakos tanár emléktáblájának avatása az Óbudai Árpád Gimnáziumban. Kiss Jenőről megemlékeztek: Szenkuti Kis Gábor nevelt fia, volt tanítványai közül: Karádi Magdolna igazgató, (Gombár Vince halála, 1967 után latinra tanította) Végh András Sándor (1957-1961. IV.a) és Krekó Béla (1959-1963. IV.a.) – Videó,  - Operatőr Korbai Géza. (Kiss Jenő-1.avi) Közzététel 2008. május 23.
- Kiss Jenő meglátogatása Zamárdiban. Operatőr: Erdős László –2001.07.30.] – Videó, - (Kiss Jenő-2.avi)  Közzététel 2008. május 23.
- Az Óbudai SzentLÉLEKtér.  – Youtube.com, Közzététel 2012. december 14.
- Óbudai Árpád Gimnázium Kórusa Éneklő Ifjúság 2017. Orosz Erzsébet. – Youtube.com, Közzététel 2017. április 7.
- Gombár 2023 – LIVE – Youtube.com, Közzététel 2023. márc. 24.
- Buzogány 2023. Árpád Média. Fekete Andrea (felkészítő tanár) – Youtube.com, Közzététel 2023. május 21.